# Ishana

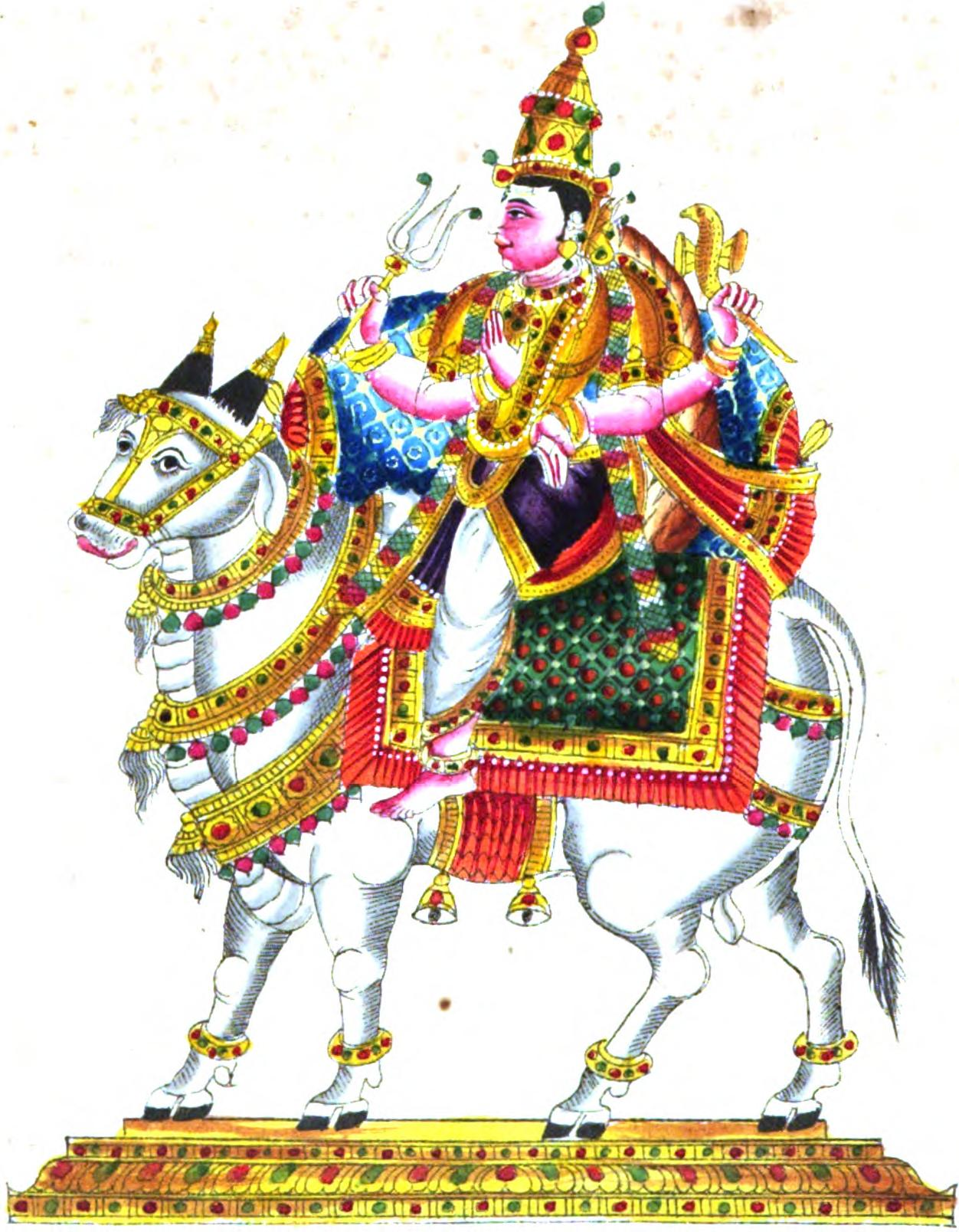
Représentation d'Ishana

Ishana (IAST: Īśāna) est un nom de plusieurs dieux dans l'hindouisme. Chronologiquement il fut d'abord donné à Agni, puis à Shiva; et dans une forme féminine il désigne Dourga, la parèdre de Shiva. Les siècles ont retenu plutôt Ishana comme autre nom de Shiva avant tout, ce dieu ayant beaucoup de fidèles.